# Municipio de Republic (Míchigan)
El municipio de Republic (en inglés: Republic Township) es un municipio ubicado en el condado de Marquette en el estado estadounidense de Míchigan. En el año 2010 tenía una población de 1060 habitantes y una densidad poblacional de 3,42 personas por km².

## Geografía
El municipio de Republic se encuentra ubicado en las coordenadas 46°23′35″N 88°5′27″O / 46.39306, -88.09083. Según la Oficina del Censo de los Estados Unidos, el municipio tiene una superficie total de 309.61 km², de la cual 288,45 km² corresponden a tierra firme y (6,84 %) 21,16 km² es agua.

## Demografía
Según el censo de 2010, había 1060 personas residiendo en el municipio de Republic. La densidad de población era de 3,42 hab./km². De los 1060 habitantes, el municipio de Republic estaba compuesto por el 96,89 % blancos, el 0,28 % eran afroamericanos, el 1,6 % eran amerindios, el 0,19 % eran asiáticos, el 0,09 % eran de otras razas y el 0,94 % eran de una mezcla de razas. Del total de la población el 0,47 % eran hispanos o latinos de cualquier raza.